# All Japan Pro Wrestling
All Japan Pro Wrestling (яп. オールジャパン・プロレスリング, AJPW) — японский рестлинг-промоушен, основанный 21 октября 1972 года Гигантом Бабой.

## История
Промоушен был основан Сёхэем «Гигантом» Бабой и братьями Момота, Мицуо и Ёсихиро, сыновьями Рикидодзана. Баба, бывший профессиональный бейсбольный питчер, вступил в Japan Pro Wrestling Alliance (JWA) в 1960 году. В октябре 1972 года он покинул JWA и создал свою собственную компанию — AJPW. Их первое шоу состоялся 21 октября 1972 года в спортзале Machida City Gym в Токио. В первый состав вошли Баба, Мицуо Момота, Акио Сато, Самсон Куцувада, Мотоси Окума и Масио Кома. Тандер Сугияма, который недавно покинул International Wrestling Enterprise, также пришел помочь и привел с собой нескольких рестлеров начального уровня из IWE на внештатной основе. Некоторые рестлеры из Северной Америки, включая Дори Фанка-старшего, Терри Фанка, Бруно Саммартино, Доминика ДеНуччи, Фредди Блэсси и Разрушителя, также помогали в работе над несколькими шоу. С середины 1970-х годов AJPW прочно утвердилась в качестве крупнейшего промоушена в Японии.
С началом 1990-х годов стареющие звезды уступили место молодому поколению, включая Мицухару Мисаву, «Доктора Смерть» Стива Уильямса, Кэнта Кобаси, Гэри Олбрайта, Тосиаки Каваду, Майка Бартона и Акиру Тауэ. В 1999 году Гигант Баба умер, и промоушен возглавила Мотоко Баба. Мисава был назначен президентом, но в 2000 году ушел после разногласий с Мотоко. Мисава создал Pro Wrestling NOAH, и все рестлеры, кроме Масанобу Фути и Тосиаки Кавады, покинули AJPW. Это привело к потере телевизионного соглашения и периоду трудностей для компании. В 2001 году компания заключила соглашение о кросс-промоушене с New Japan Pro-Wrestling, которое оказалось очень успешным и позволило AJPW остаться одним из крупнейших промоушенов в стране, хотя теперь они сильно отставали от NJPW.
11 января 2002 года, после окончания годичного кросс-промоушена с New Japan Pro-Wrestling, Кэйдзи Муто потряс мир японского рестлинга, перейдя в AJPW в качестве постоянного участника, забрав с собой Сатоси Кодзиму и Кэндо Касина. 30 сентября 2002 года, во время вечеринки в честь 30-летия AJPW в знаменитом Tokyo City Hotel, госпожа Баба официально объявила о назначении Муто новым президентом AJPW, передав ему все акции семьи Баба. В 2003 году начался очередной отток рестлеров-гайдзинов, в первую очередь Стива Уильямса, KroniK, Голдберга и Майка Ротунды. В январе 2003 года они провели свои последние матчи на PPV, не продлив свои контракты после вступления, в силу нового владельца.
К середине 2005 года посещаемость AJPW упала, и казалось, что промоушен снова попал в беду, но к 2007 году у него появились новые спонсоры, и, казалось, он оправился. После того как Мисава и большинство других борцов покинули промоушен, наступило затишье в развитии новых звезд, пока в середине 2000-х годов не появились такие звезды, как КАИ, Сувама, Хама и Т28, которые помогли укрепить компанию. Когда устоявшиеся звезды Муто, Кодзима, Фунаки и Минору Судзуки стали ведущими в промоушене, молодые борцы получили возможность для роста и к 2010 году смогли возглавить AJPW.
1 ноября 2012 года IT-компания Speed Partners приобрела все акции All Japan у Кэйдзи Муто и его деловых партнеров за 200 миллионов иен, о сделке было объявлено в феврале 2013 года.
Несмотря на то, что AJPW все ещё не имеет больших телевизионных контрактов, она стабильно работает с 1972 года, что делает её вторым по продолжительности работы промоушеном в Японии.